# ۱۷پی هولمز
۱۷پی هولمز (به انگلیسی: Comet Holmes) دنباله‌داری دوره‌ای در سامانه خورشیدیمان است، که توسط منجم آماتور بریتانیائی ادوین هولمز در ۶ نوامبر ۱۸۹۲ کشف شده‌است. فقط در مدت ۴۲ ساعت در اکتبر ۲۰۰۷، از قدر حدود ۱۷ به حدود ۲٫۸ درخشان شده‌است.
این به مفهوم تغییر درخشندگی بیش از نیم میلیون بار است. و این شناخته‌ترین واپاشی یک دنباله‌دار است. در ۹ نوامبر ۲۰۰۷، برای مدتی گیسوی هولمز وسیع‌ترین جرم دستگاه خورشیدی بود، حتی وسیع تر از خورشید. (اگر چه در استانداردهای دستگاه خورشیدی، جرم دنباله‌دار بسیار کم است)
{\displaystyle {\frac {l_{2}}{l_{1}}}=0.4^{m_{2}-m_{1}}}
{\displaystyle {\frac {l_{2}}{l_{1}}}=0.4^{2.8-17}}
{\displaystyle {\frac {l_{2}}{l_{1}}}=0.4^{-14.2}}
{\displaystyle {\frac {l_{2}}{l_{1}}}=447454}

## اکتشاف

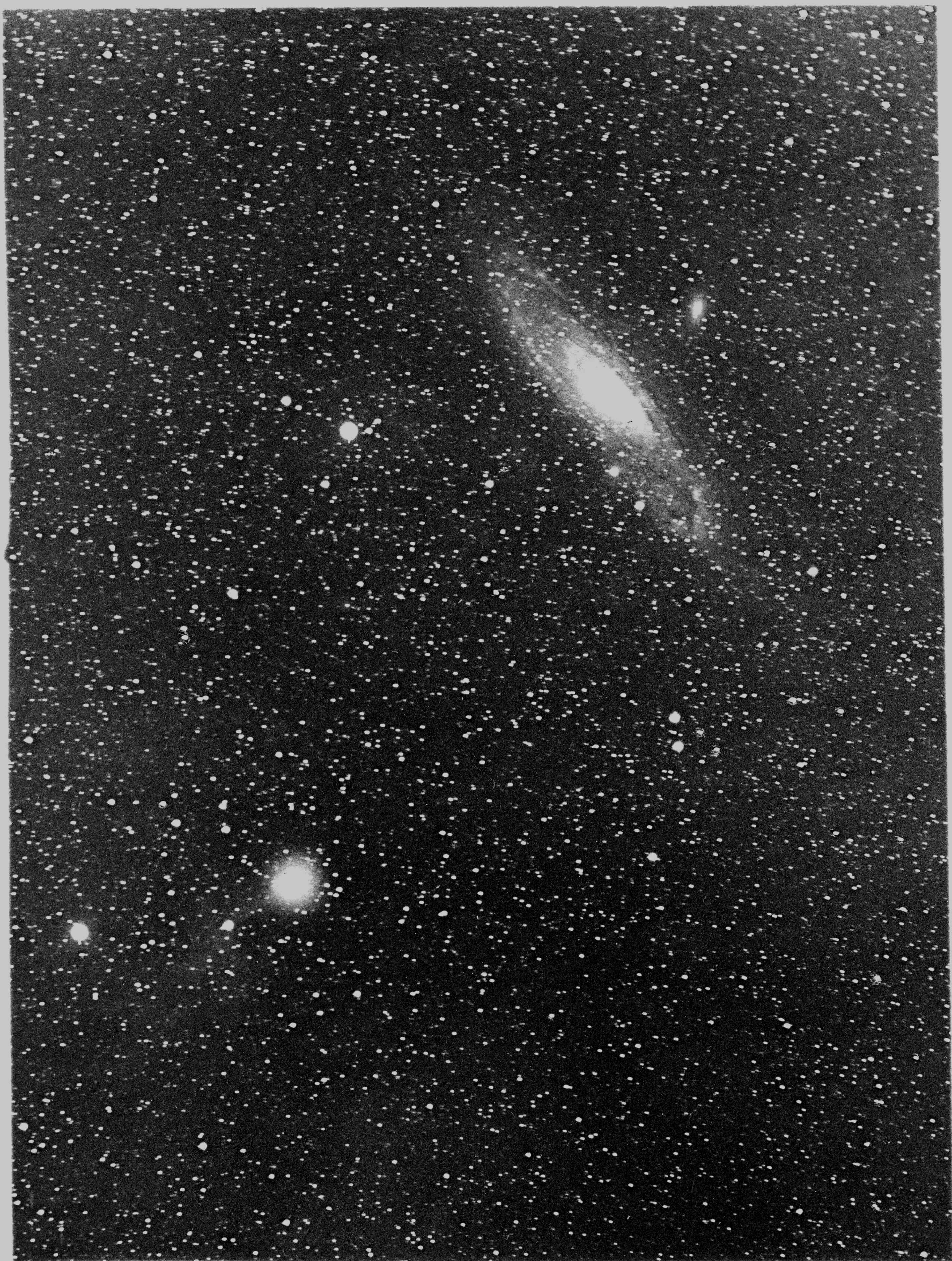

ادوین هولمز به‌طور منظم کهکشان آندرومدا (M31) را رصد می‌کرد، او در ۶ نوامبر ۱۸۹۲ در حالی که M31 را رصد می‌کرد دنباله‌دار ۱۷پی هولمز را کشف کرد. ادوین هولمز توانست این دنباله‌دار را کشف کند چون قدر آن مشابه واپاشی ۲۰۰۷ دچار تغییر شده بود، ۱۷پی هولمز قبل از محو شدن از حد دیدپذیری به مدت چند هفته با قدر ۴ تا ۵ درخشان شده بود.
کشف دنباله‌دار توسط ادوارد والتر ماندر (رصد خانه سلطنتی، گرینویچ، انگلستان)، ویلیام هنری ماو (انگلستان)، کید (برام لی، انگلستان) مورد تأیید قرار گرفت، و کشف‌های مستقل دیگری در ۸ نوامبر توسط توماس داوید اندرسون (ادینبورگ، اسکاتلند) و در ۹ نوامبر توسط مایک برون (ویلکس، آمریکا)، و جون اِوِن داویسون (ماکای، کوئنزلند، استرالیا) انجام شده بود.
اولین مدارهای بیضی شکل ۱۷پی هولمز توسط هنریچ کریتز و جِورج ماری سِیرل مستقلانه محاسبه شده بودند. سرانجام تاریخ حضیض، ۱۳ ژوئن و دروه تناوب مداری، ۶٫۹ سال تعیین شد.
دنباله‌دار ۱۷پی هولمز در سال‌های ۱۸۹۹ و ۱۹۰۶ رصد شده بود، اما بعد از ۱۹۰۶ تا وقتی که در ۱۶ ژولای ۱۹۶۴ توسط الزابت رِاُمِر (رصدخانه دریایی آمریکا، فلاگ ستاف، آریزونا، آمریکا) بازیافت شد گم شده بود. با کمک پیش‌بینی‌های کامپیوتری برین جی مارسدن، دنباله‌دار پس از هر برگشتِ مجدد، رصد شده‌است.

## واپاشی ۲۰۰۷

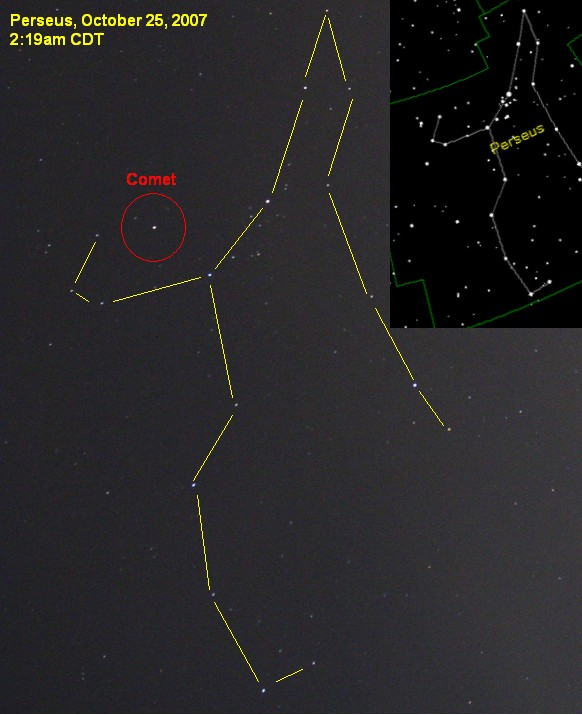
در ۲۵ اکتبر ۲۰۰۷ دنباله‌دار شبیه یک ستارهٔ جدید در صورت فلکی برساوش دیده می‌شد.

بین ۲۳ – ۲۴ اکتبر ۲۰۰۷، دنباله‌دار هولمز خیلی درخشان تر شد، فقط در مدت چند ساعت از قدر ۱۷ به قدر ۲٫۵ رسید؛ یعنی حدود ۱۵ قدر یا یک میلیون بار درخشان تر از شب قبل. خبر این فوران عظیم به سرعت در اینترنت پخش می‌شود و منجمان آماتور و اخترشناسان حرفه‌ای با گرایش رصد و تحلیل دنباله‌دارها در کشورهای مختلف منتظر شب می‌مانند تا در آسمان صاف هولمز را جستجو کنند. دنباله‌دار که تا شب قبل، فقط با تلسکوپ‌های بزرگ‌تر از یک متر دیده می‌شد حالا حتی از بزرگ‌ترین شهرهای جهان با چشم غیر مسلح همچون ستاره‌ای از قدر دوم پیدا بود. اولین شخصی که این تغییر را گزارش کرد جی ای هنری کوئز سانتانا از تِنِریف در کانرای ایسلند بود؛ او در تصویر سی سی دی از دنباله‌دار کم فروغ هولمز پدیده عجیبی را می‌بیند. دنباله‌دار که تا ساعاتی قبل از قدر ۱۷ و دور از دسترس بیشتر تلسکوپهای آماتوری بود، اکنون به قدر ۱۰ رسیده‌است. او به سرعت گزارش خود را به رصدگران دیگر و گروه اینترنتی رصدگران دنباله‌دار می‌فرستد. دقایقی بعد رامون نِوز از بارسلونا قدر دنباله‌دار را ۷٫۳ اطلاع داد. ساعاتی بعد رصدگری از ژاپن آن را از قدر ۷ گزارش می‌کند و کمتر از ۲۴ بعد در شامگاه ۲۴ اکتبر رصدگرانی از اروپا و ایران آن را ناباورانه از قدر ۲٫۵ می‌بینند. مشاهده آن به آسانی با چشم برهنه به صورت ستاره‌ای زرد رنگ در برساووش امکان داشت، و در ۲۵ اکتبر ۱۷پی هولمز به عنوان سومین ستاره درخشان در آن صورت فلکی مطرح شد. هولمز از ابتدای شب تا سپیده دم در آسمان شمالی دیده می‌شد و هزاران هزار رصدگر با چشم برهنه یا ابزارهای پیچیده، حتی از برخی عرض‌های نیم کره جنوبی، به تماشای تحول آن نشستند. این فوران سریع یکی از عجیب‌ترین پدیده‌های تاریخ نجوم، دست کم در یک قرن گذشته بوده‌است.
در حالی که تلسکوپ‌های بزرگ جزئیات دنباله‌دار را درحد عالی نشان می‌دادند، تا ۲۶ اکتبر رصدهای چشم برهنه منظره‌ای شبیه یک ستاره ارائه می‌کرد. بعد از این تاریخ، رصدهای چشم برهنه نیز هولمز را بیشتر شبیه به دنباله‌دار معرفی کرد. هنگام واپاشی ۲۰۰۷ هولمز، دنباله‌دار در نزدیکی مقابله با زمین بود، و از آنجائی که گیسوی دنباله در جهت خلاف خورشید قرار داشت، منجمان از زمین گیسوی هولمز را در امتداد هسته می‌دیدند. و این دنباله‌دار را به شکل کرهٔ درخشان نمایان می‌کرد.
بنا بر محاسبات مداری و درخشندگی، قبل از واپاشی ۲۰۰۷، هسته دنباله‌دار در حدود ۳٫۴ کیلومتر تخمین زده شده بود. بعد از اکتبر ۲۰۰۷ قطر ظاهری دنباله از ۳٫۳ دقیقه قوسی به ۱۳ دقیقه قوسی افزایش یافت؛ حدود نیم قطر ظاهری ماه در آسمان. چنین قطری ظاهری در فاصله حدود ۲ واحد نجومی، به این معنی است که قطر واقعی دنباله‌دار به بیش از ۱ میلیون کیلومتر رسیده‌است، یا حدود ۷۰ در صد قطر واقعی خورشید. برای مقایسه، فاصله ماه از زمین ۳۸۰٬۰۰۰ کیلومتر است؛ بنابراین، هنگام واپاشی ۲۰۰۷ دنباله‌دار هولمز، کره‌ای قطورتر از قطر مدار ماه به دور زمین بود. در ۹ نوامبر ۲۰۰۷ قطر جو رقیق دنباله‌دار ۱۷پی هولمز ۱٫۴ میلیون کیلومتر (۰٫۹ میلیون مایل) محاسبه شد.

در ۲۵ اکتبر ۲۰۰۷ دنباله‌دار هولمز بزرگ‌ترین جرم یکتا در سامانه خورشیدی بود، حتی بزرگ‌تر از خورشید!

این کار توسط راحیل استیونسون، جان کلِینا، پدرو لاسردا از انستیتو نجوم دانشگاه هاوائی انجام شد. آنها در رصدها از دوربین میدان-عریض روی تلسکوپ کانادا-فرانسوی هاوائی (سی اف اچ تی) استفاده کردند. این دوربین هنوز یکی از معدود ابزارهای حرفه‌ای است که قادر به ضبط کل دنباله‌دار در یک عکس می‌باشد. بین یانگ، نونُ پِگزین هو و داوید جِویت سایر منجمانی بودند که در فعالیت دانشگاه هاوائی بر روی دنباله‌دار مطالعه می‌کردند. در ۹ نوامبر ۲۰۰۷، دنباله‌دار در منطقه‌ای به وسعت بزرگ‌تر از خورشید پراکنده شد، به‌طور خلاصه چیزی معادل وسعت بزرگ‌ترین جو در دستگاه خورشیدی.

### فرضیه‌های واپاشی ۲۰۰۷
معمولاً واپاشی در دنباله‌دارها چندان غیرعادی نیست. و به‌طور کلی عامل فوران دنباله‌دارها را می‌توان به صورت زیر بیان کرد:
- عبور دنباله‌دار از میان توده غنی از شهابواره‌های به جا مانده از دنباله‌داری دیگر.
- برخورد ذرات فوران خورشیدی CME (در دنباله‌دارهای نزدیک به خورشید)
- تکه‌تکه شدن هسته دنباله‌دار در اثر تجربه یک جذر و مد گرانشی

در همه این عوامل آنچه رخ می‌دهد تغییراتی در هسته دنباله‌دار است. هسته واپاشی شده سطح قبلی خود را از دست می‌دهد. و هنگامی که سطح تازه هسته دنباله‌دار در معرض تابش شدید خورشید قرار می‌گیرد فوران‌های جت مانندی از گاز و غبار از سطح تازه هسته به فضا پرتاب می‌شود، و از سوی دیگر بخشی از گاز حبس شده در ساختار متخلخل هسته دنباله‌دار در فضا منتشر شده، و در نتیجه گیسو از این گاز تازه و غبار بازتاب کننده، غنی می‌شود و بسیار پرنورتر از قبل می‌درخشد.
اما هیچ‌یک از عوامل گفته شده، فرضیه خوبی درباره علت واپاشی هولمز نیستند چرا که این دنباله‌دار از میان توده شهابواره‌ها عبور نکرده‌است، همچنین به دلیل فاصله زیاد از خورشید و دور بودن از سیاره زاوش (مشتری) برخورد ذرات فوران خورشیدی و تکه‌تکه شدن هسته نمی‌تواند داستانی منطقی باشد.

## هسته ثانویه

نمای تلسکوپ هابل از بخش مرکزی گیسوی دنباله‌دار هولمز

علت احتمالی چنین فوران هائی را می‌توان وجود قمرواره‌ای در اطراف هسته اصلی دانست. این قمر یخی کوچک، که شاید بر اثر برخورد یا فوران پیشین از هسته جدا شده، در مداری بسیار نزدیک به آن قرار دارد و هر از گاهی چنان نزدیک می‌شود که سبب فوران انبوه گاز و غبار می‌شود. این در حالی است که نمونه هائی از اقمار و خرده سیاره‌های چندتائی، در کمربند سیارک‌ها و کمربند کوئی پر مشاهده شده‌است.
دنباله‌دار ۴۱پی تاتل- جیاکوبینی- کرسک عامل ارائه این فرضیه توسط فرد ویپل بود. این دنباله‌دار در نزدیکی حضیض سال ۱۹۷۳ ناگهان از قدر ۱۴ به قدر ۴ رسید. اما هیچ نشان قطعی از وجود چنین قمری در این دنباله‌دار هنوز موجود نیست.
این فرضیه دربارهٔ فوران هولمز چندان قوی نیست، چراکه تصاویر تلسکوپ هابل نتوانست هسته ثانویه یا نشانه‌ای از قمرواره اطراف هولمز را نشان دهد.

## فروریزش داخلی
بیشتر دنباله‌دارها ساختار کلوخه‌ای دارند. تکه صخره‌های به جا مانده از ابر اولیه منظومه شمسی که بر اثر برخورد به هم وصل و به این خرده سیاره‌های چندکیلومتری تبدیل شدند گرانش کافی برای فروریزش، چگال شدن و در نتیجه خرد کردن اجزای درونی و پر کردن فاصله‌های تهی مانده از این کلوخه‌ها را نداشته‌اند.
بنابراین ممکن است بر اثر تغییرات درونی هسته، اختلاف دما در بخش‌های مختلف آن یا فشارهای گرانش از سوی عوامل بیرونی، سبب فروریزش بخشی از هسته و ریزش پوسته سطحی شده یا شکافی در پوسته ایجاد و حجم عظیمی از گاز حبس شده در ساختار متخلخل هسته در فضا منتشر شود.
احتمالاً فروریزش داخلی علت اصلی واپاشی ۲۰۰۷ بوده‌است، و عبور دنباله‌دار هولمز در ژانویه ۲۰۰۴ از ۱٫۵ واحد نجومی سیاره زاوش (مشتری) که باعث کاهش فاصله حضیض از ۲٫۱۷ به ۲٫۰۵ واحد نجومی شد عامل آغازین این فوران بوده‌است. چنین ملاقات‌هایی با سیارات بزرگ به خودی خود ممکن است در هسته تغییراتی ایجاد کند و فورانی را شکل دهد؛ اما حتی اگر این اتفاق نیفتد، در نتیجهٔ کاهش ناگهانی حضیض مداری به دلیل افزایش شدت تابش و باد خورشیدی، شرایط برای فوران مهیا می‌گردد.